# Escuela Técnica Superior de Ingeniería Agraria

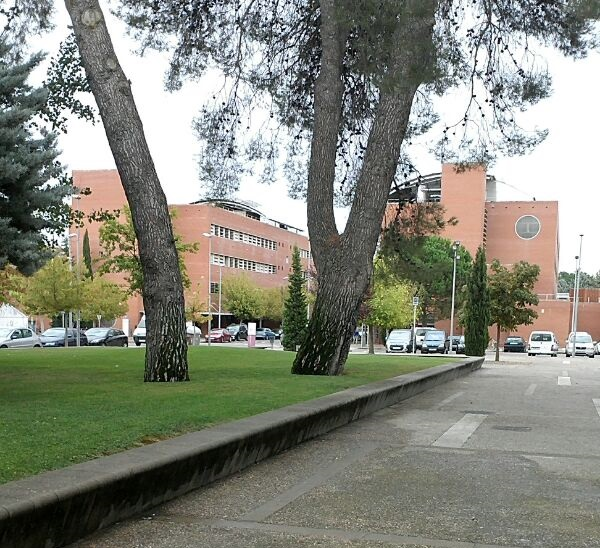
Vista parcial del campus con el edificio 2 a la izquierda y el 3 a la derecha.

La Escuela Técnica Superior de Ingeniería Agraria (en catalán y oficialmente: Escola Tècnica Superior d'Enginyeria Agrària), o simplemente ETSEA, es una escuela superior creada en 1976 por la fusión de la Escuela Universitaria de Ingeniería Técnica Agrícola (1972), dependiente de la actual Universidad Politécnica de Cataluña y la Escuela Técnica Superior de Ingenieros Agrónomos (1976), ambas en Lérida. Desde 1992 fue integrada a la Universidad de Lérida.
Se sitúa en el barrio Ciutat Jardí de Lérida. Está estrechamente ligada a otros centros, como el Arboretum i el Parque Científico y Tecnológico Agroalimentario. En 2012 tenía alrededor de doscientos profesores e investigadores y unos 1.700 estudiantes.
Se trata del principal campus agrario de Cataluña y uno de los más importantes de España. Además de las instalaciones universitarias, integra el Instituto de Investigación y Tecnología Agroalimentarias (IRTA) y las instalaciones del Departament d'Agricultura, Ramaderia i Pesca (DARP) de la Generalidad de Cataluña. Hay un total de once edificios, creados a medida que aumentaba el número de estudiantes y especialidades. Albergan aulas, laboratorios (donde se ofrecen numerosos servicios científico-técnicos, que incluyen servicio de espectroescopia y RMN, de análisis físico-químico y sensorial de alimentos, entre otros), una planta piloto de tecnología de los alimentos, una copistería, una biblioteca con salas de estudio, una cafetería-restaurante y una xiloteca; también cuenta con invernaderos y campos de frutales ideales para la experimentación.
Además de diversos másteres y programas de doctorado, la escuela ofrece cuatro grados: biotecnología; ciencia y tecnología de los alimentos; ingeniería agrícola y alimentaria e Ingeniería forestal. Desde el año académico 2015-16 se ha añadido por primera vez una doble titulación en veterinaria y ciencia y producción animal, una reivindicación que data de 1991. Se creará un nuevo hospital veterinario en colaboración con empresas agroalimentaria, la Paeria y la Diputación provincial de Lérida. La nueva carrera es única en el Estado «porque formará veterinarios, pero también buscará la especialización en el manejo y gestión de explotaciones ganaderas, sobre todo en aspectos técnicos, económicos, empresariales y sanitarios».